# Музей Кармен Тиссен (Малага)

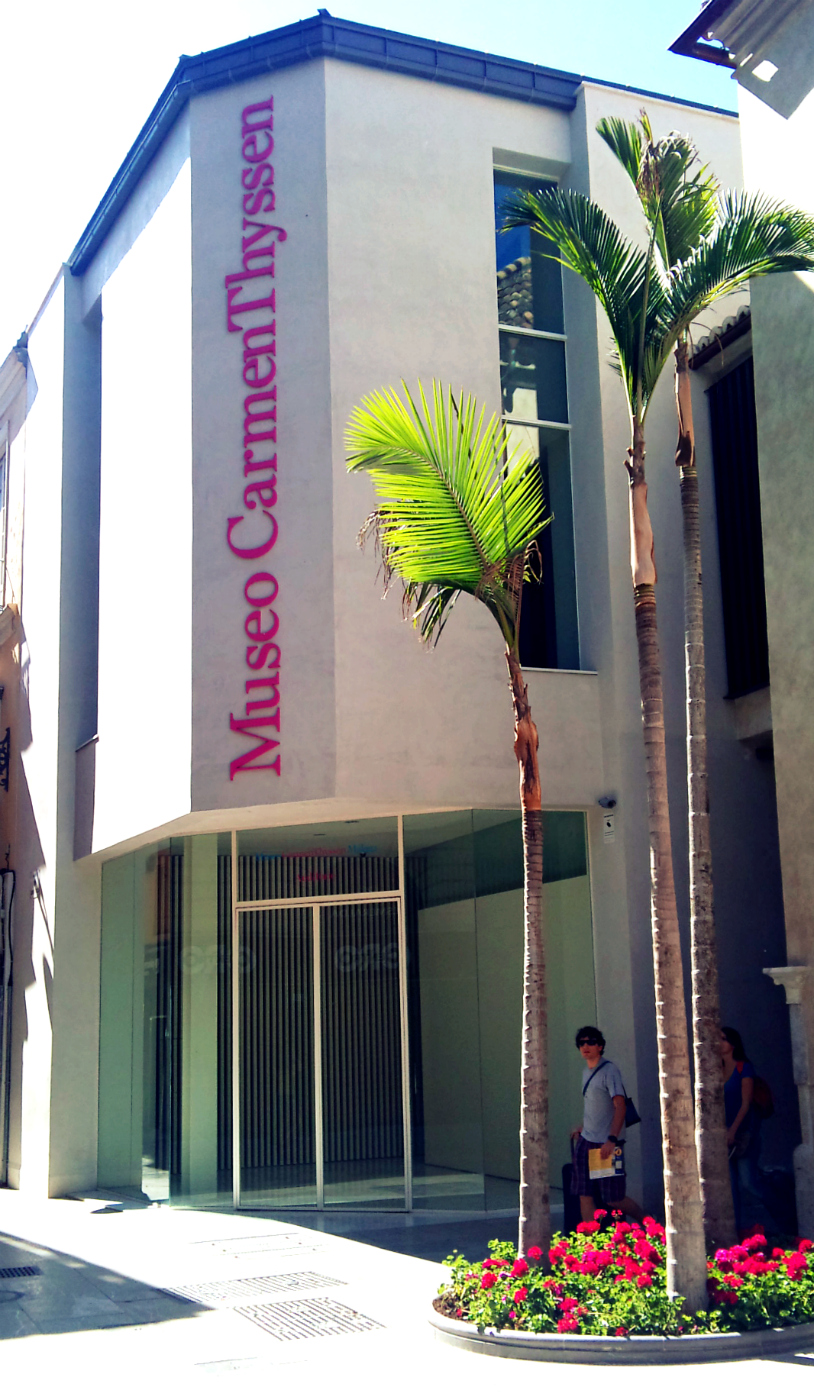
Музей Кармен Тиссен в Малаге

Музей Кармен Тиссен (исп. Museo Carmen Thyssen) — художественный музей в Малаге. Коллекция музея, в которой преобладают работы испанских и в особенности андалусских художников XIX века из собственной коллекции вдовы барона Ганса Генриха Тиссена-Борнемисы Кармен Серверы. Музей, располагающийся во дворце Вильялон XVI века, открыл свои двери для публики 24 марта 2011 года. Согласно соглашению между Серверой и мэрией города коллекция экспонируется до 2025 года с возможностью продления срока соглашения.